# 中国驻长崎总领事馆
中华人民共和国驻长崎总领事馆（日语：在長崎中華人民共和国総領事館），简称中国驻长崎总领事馆，是中華人民共和国在日本長崎縣長崎市設置的總領事館。
1985年5月8日，中华人民共和国驻长崎总领事馆與中華人民共和国驻福岡總領事館同時開設。在之前中華人民共和國駐大阪總領事館、中華人民共和國駐札幌總領事館已經開設。首任總領事是王振宇。

## 所在地
〒852-8114 長崎縣長崎市橋口町10-35（〒852-8114 10-35 HASHIGUCHI MACHI NAGASAKI）

## 领区
長崎縣